# Nicola Antonio De Martino
Nicola Antonio De Martino (Faicchio, 3 aprile 1701 – Napoli, 8 dicembre 1769) è stato un matematico italiano.

## Biografia
Noto anche come Niccolò Di Martino e come Nicolao De Martino, nacque da Cesare ed Agata Ferrari, in una famiglia agiata di Faicchio, piccolo centro dell'allora Terra di Lavoro. Suo fratello Angelo (Faicchio, 10 maggio 1699 - Napoli, 1744ca.) fu professore prima alla cattedra fisico-medica, poi di Matematica all'università di Napoli, mentre all'altro fratello Pietro fu affidata la cattedra di Astronomia e Nautica all'Università di Napoli. Niccolò fu professore di matematica e direttore del Real Corpo degli Ingegneri e Guardia Marina.
Nel 1747 fu nominato socio straniero dell'Accademia delle scienze di Svezia.

## Opere

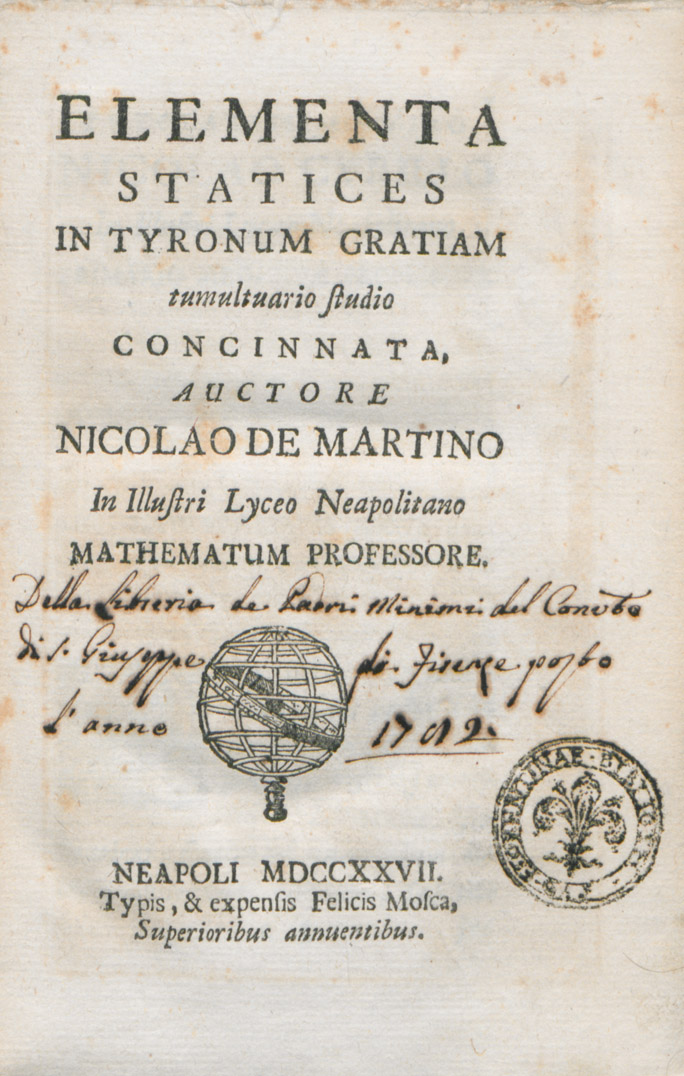
Elementa statices, 1727

- Elementa statices, Napoli, Felice Mosca, 1727.